# St. Andrews, Manitoba
St. Andrews är en kommun i den kanadensiska provinsen Manitobas sydvästliga del, norr om staden Winnipeg.
Kommunen hade en folkmängd på 11 875 personer vid den nationella folkräkningen 2011.